# Fermín Villamil
Fermín Villamil Cancio fue un abogado, político y periodista español del siglo XIX, diputado a Cortes durante el Sexenio Democrático.

## Biografía
Natural del concejo de Castropol, desde joven militó entre los republicanos. Era hijo de una «linajuda» familia asturiana. Después de obtener el título de abogado, se trasladó a Madrid, siendo con García Ruiz y Pablo Nougués redactor de El Pueblo y contribuyendo con sus caudales al sostenimiento de este periódico. En las luchas políticas invirtió la totalidad de su fortuna: entró rico en la vida pública y falleció pobre.
Participó en la Revolución de Septiembre y obtuvo escaño de diputado a Cortes por el distrito de Tortosa en dos ocasiones. Durante la Primera República se le confirió el cargo de gobernador civil de las provincias de Oviedo y La Coruña. Villamil marchó a Barcelona en 1864, encargado de la defensa de Claudio F. en la famosa causa sobre usurpación de estado civil de Claudio Fontanellas, y allí se instaló. Fue diputado provincial por la ciudad. Militante del partido republicano posibilista, falleció el 10 de julio de 1895. en Barcelona. Fue padre de Fernando Villaamil.